# 庫安達河
庫安達河是俄羅斯的河流，屬於維季姆河的右支流，由外貝加爾邊疆區負責管轄，河道全長196公里，流域面積6,530平方公里，河水主要來雨水，每年十月至翌年五月結冰。